# 1888
Cette page concerne l'année 1888 (MDCCCLXXXVIII en chiffres romains) du calendrier grégorien.
L'année 1888 est une année bissextile qui commence un dimanche.

## Événements

### Afrique
- 23 janvier, guerre éthio-mahdiste : les mahdistes d’Abu Anja mettent à sac et incendient Gondar[1] après leur victoire sur ras Adal du Godjam à la bataille de Sar Weha[2].
- 3 février - 16 juillet : expédition de Curt von François vers l’intérieur du Togo[3].
- 8 février : accord franco-britannique délimitant les sphères d’influence des deux pays en Somalie ; les Français commencent l’aménagement du port de Djibouti, qui devient le 20 mai 1896 le chef-lieu de la Côte française des Somalis au détriment d’Obock[4].
- 11 février : le roi des Matabélé, Lobengula, signe un traité d’amitié négocié par le résident britannique à Bulawayo John Smith Moffat (en), qui place le Matabeleland et le Mashonaland dans la sphère d’influence britannique[5].
- 8 mars : fondation de la Compagnie du Mozambique au Portugal (Companhia de Moçambique, charte en 1891)[6].
- 12 mars : Cecil Rhodes fonde à Kimberley la De Beers Consolidated Mines Ltd[7], qui fournira près de 50 % des diamants extraits en Afrique.
- 18 mars : création de l’Église des Baptistes Duala au Cameroun[8].
- 26 mars :
  - début du règne de Seyyid Khalifa ibn Saïd (en), sultan de Zanzibar (mort en 1890)[9].
  - couronnement de Agyeman Prempeh Ier (Kwaku Dua III), asantehene des Ashanti, élu le 5 mars (fin en 1931, exilé de 1896 à 1924). Régence de sa mère Yaa Kyaa[10].
- Mars : les Italiens obtiennent du sultan de Zanzibar la concession de Chisimaio[11].

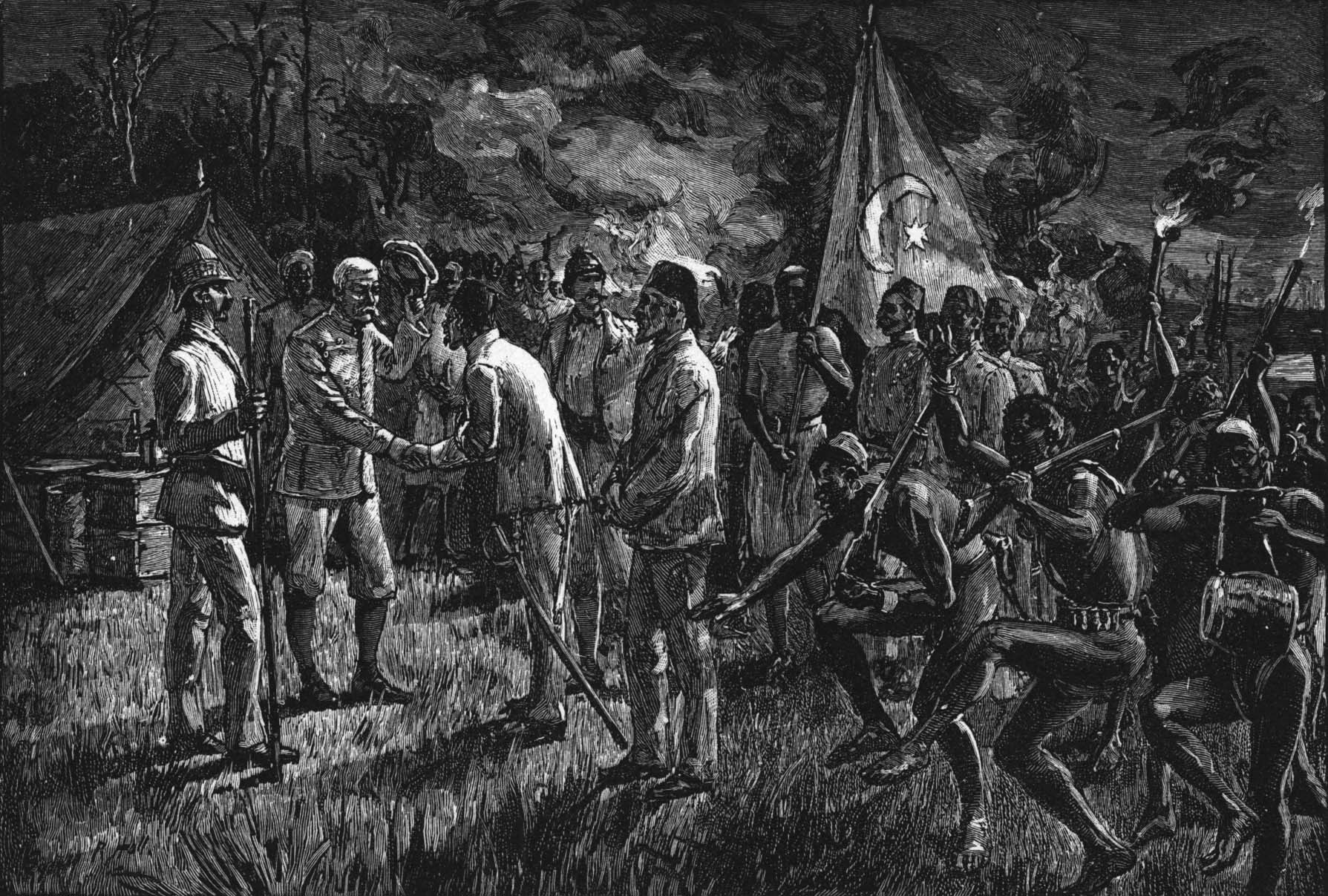
27 avril : rencontre entre Emin Pasha et Stanley.

- 1er avril : décret organisant l’État indépendant du Congo en 11 districts[12].
- 27 avril, expédition de secours à Emin Pasha : rencontre entre Emin Pasha et Stanley[13].
- Avril : création de l’Église des Autochtones Baptistes du Nigeria[14].
- 2 juin : victoire des rebelles Usuthu sur les Britanniques et leur auxiliaires Zoulous à la bataille de Ceza[15].
- 23 juin : victoire des Usuthu sur le clan des Mandlakazi à la bataille d’Ivuna[15].
- 2 juillet : victoire britanniques sur les Usuthu à la bataille de Hlophekhulu qui marque la fin de la rébellion de Dinuzulu, qui est arrêté le 12 novembre et déporté à Sainte-Hélène[15].
- 23 juillet : l'Empire d'Oyo (Nigeria du Sud) passe sous protectorat britannique[16]. Depuis 1840, l’influence de la Grande-Bretagne n’a cessé de croître dans la région, profitant des luttes incessantes entre les États yorubas.
- 2 août : guerre civile au Bouganda (1888-1890) : Mwanga, roi du Bouganda, est renversé par une coalition regroupant catholiques, protestants et musulmans. Cette coalition, soudée par le refus du paganisme, offre le pouvoir à Kiwewa (en), le frère de Mwanga. Son règne ne dure qu’un mois, car les Arabes le renversent et désignent Kalema (en), un autre des frères de Mwanga (21 octobre). Ce dernier est restauré le 5 octobre 1889[17].
- 5 août : Léopold II de Belgique crée officiellement la Force publique au Congo[18]. Recruté dès 1883 sur les côtes d’Afrique occidentale ou swahili, elle compte 1 487 soldats en 1889 et 17 833 en 1914.
- 8 août : début de la révolte du roi Abushiri en Afrique orientale allemande contre Emin Pasha (Edward Schnitzer)[19]. Elle dure jusqu’à la pendaison d’Abushiri, le 15 décembre 1889[20].
- 3 septembre : charte de l’Imperial British East Africa Company de William Mackinnon (en) (fondée à Londres le 18 avril)[21]. Les Britanniques s’implantent au Kenya.
- 10 septembre : Louis Archinard est nommé Commandant supérieur du Soudan français à la place de Gallieni[22].
- 22 septembre : les partisans d’Abushiri attaquent Bagamoyo mais sont repoussés par les troupes allemandes[20].
- 14 octobre, guerre éthio-mahdiste : les troupes shewannes de Gobena Dachi battent les Mahdistes soudanais à bataille de Gute Dili dans la province du Wellega[23].
- 29 octobre : la convention de Constantinople consacre l’internationalisation du canal de Suez[24]. Le traité est signé à Istanbul sur la question de la neutralité du canal de Suez. Neuf puissances dont la Grande-Bretagne et l’empire ottoman confirment la liberté de naviguer pour tous. Le khédive assure la sécurité militaire du canal.
- 30 octobre : concession Rudd. Lobengula, roi du Matabélé (Zimbabwe), signe un traité octroyant des droits miniers à la British South Africa Company appartenant à Cecil Rhodes. Le flot de colons blancs qui s’ensuit à partir de mai 1890 excède de loin les concessions consenties par les Ndébélé mais Lobengula, tentant d’empêcher une guerre désastreuse pour son peuple, est contraint d’accepter l’installation massive des colons[25].
- 23 décembre : discours du cardinal Lavigerie à l'Église du Gesù de Rome[26].
- Grande Révolte des populations animistes contre Samori Touré[27]. Les Kamara du Konian oncles maternels de Samori Touré en prennent l’initiative au nom de la défense des valeurs ancestrales contre l’impérialisme musulman.

### Amérique
- 11 - 14 mars : le Grand blizzard de 1888 paralyse la côte atlantique des États-Unis et du Canada[28].
- 13 mai, Brésil : la princesse Isabelle signe la loi « Áurea » qui abolit totalement l’esclavage. 700 000 esclaves sont libérés sans indemnisation des propriétaires[29].
- 2 juillet : Antonio Guzmán Blanco, président du Venezuela, est chassé par un coup d’État lors d’un de ses fréquents voyages en Europe. Le 5 juillet, le docteur Juan Pablo Rojas Paúl est le premier président du Venezuela élu constitutionnellement depuis 50 ans[30].
- 6 novembre : Grover Cleveland est battu par le républicain Benjamin Harrison lors des présidentielles aux États-Unis[31].

### Asie et Pacifique
- 1er janvier : création de la KPM (Koninklijke Paketvaart Maatschappij[32]), compagnie maritime qui assure les liaisons entre les différentes îles indonésiennes.
- 16, 17 et 18 mars : le gouverneur Lacascade impose le protectorat français sur Raiatea et Tahaa, Huahine et Bora Bora (Îles Sous-le-Vent)[33]. Cette décision provoque une insurrection, conduite par le chef de Raiatea Teraupoo[34] (fin le 16 février 1897 après la capture de Teraupoo).
- 20 mars : victoire des troupes britanniques sur les tibétains au mont Lungdo. Encouragée par le traité de Yantai (1876), le Royaume-Uni attaque le Tibet. Elle se heurte dans un premier temps à la résistance de l’armée et de la population tibétaine. Mais le gouvernement chinois interdisant aux tibétains de résister, les troupes britanniques poursuivent leur avancée. Le nord du Sikkim tombe sous protectorat britannique en 1890[35].

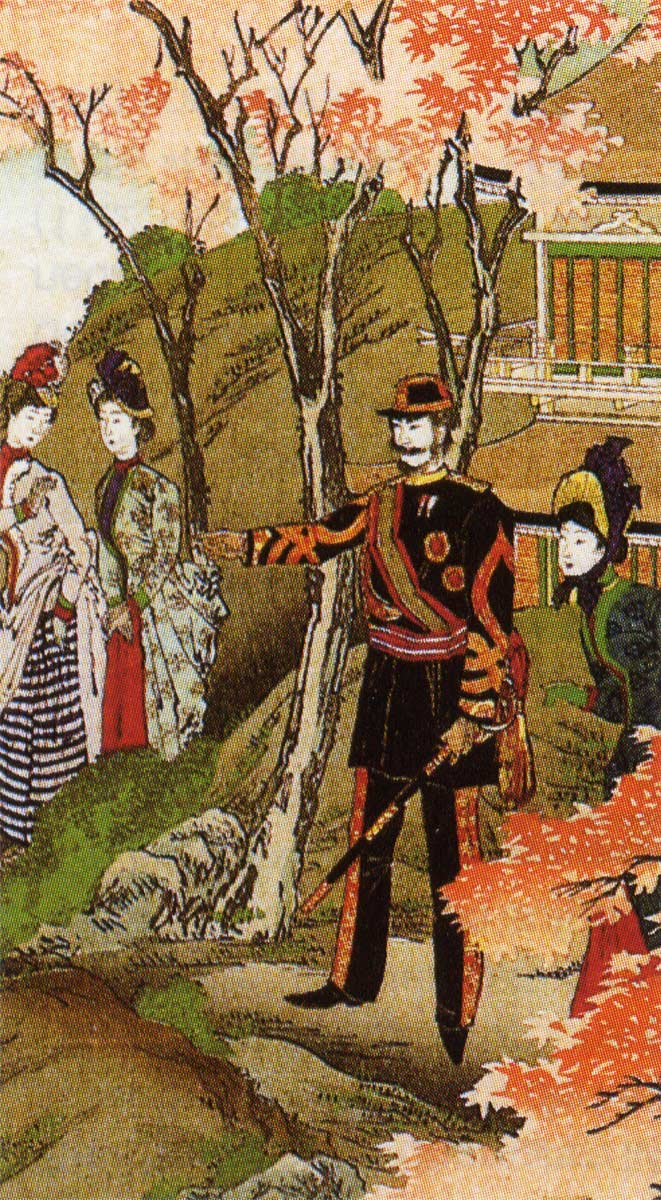
L'empereur Meiji en 1888

- 28 avril, Japon : création du Conseil privé de l’empereur, dirigé par le comte Itō Hirobumi, libéré de la présidence du Conseil. Il est destiné à conseiller l’empereur sur la mise au point de la future Constitution. Il est également chargé des ordonnances impériales, de l’État de siège et des traités[36].
- 12 mai : le Nord-Bornéo devient protectorat britannique[37].
- 3 juin : l’aventurier français Marie-Charles David de Mayrena crée en Annam l’éphémère royaume des Sedangs[38].
- 6 juin : annexion de l’île Christmas par l’Empire britannique[39].
- 12 juin : ouverture de l’université d'État de Tomsk, la première en Sibérie[40] (fondée le 28 mai 1878).
- 15 juillet : éruption du mont Bandai au Japon[41].
- 21 juillet : arrivée de religieuses françaises de l’ordre de Saint-Paul de Chartres en Corée[42]. Le gouvernement royal accorde la liberté de propager la religion chrétienne[43].
- 15 août, empire ottoman : fondation de la Banque agricole (Ziraat Bankası)[44], chargée de suppléer au manque de capitaux du secteur agricole et de supplanter les nombreux intermédiaires et usuriers. En réalité, elle ne profitera qu’aux grands propriétaires.
- 4 septembre : Gandhi quitte l’Inde pour entamer des études de droit à Londres[45]. De retour en 1891, il exercera la profession d’avocat avant de se rendre en Afrique du Sud en 1893, où il défendra la communauté indienne contre la discrimination raciale.
- 9 septembre : annexion de l’île de Pâques par le Chili[46]. L’île compte 178 habitants.
- 17 septembre : le Brunei devient protectorat britannique[47].
- 2 octobre : annexion de Nauru par l’Allemagne[48].
- 1er novembre : arrestation de l’empereur Nguyễn Ham Nghi, qui est exilé en Algérie[49]. En Annam, les « Pavillons noirs » poursuivent la lutte contre la France (fin en 1913).
- La Porte décrète une réforme administrative en Syrie, qui est divisée en trois mutassarifat (Damas, Beyrouth et Jérusalem) subdivisés en cazas[50]. Ceux de Baalbek, Hasbayyah, Rachayya et de la plaine de la Bekaa relèvent de Damas. Le Liban conserve ceux de Beyrouth, Saïda, Tyr et Marjayoun. L’Akkar est rattaché au caza de Tripoli. Le nord de la Palestine est placé sous l’administration de Beyrouth, le centre et le sud dépendant du sandjak de Jérusalem.

### Europe
- 10 janvier : un brevet pour une caméra et un projecteur, déposé par Louis Le Prince en 1886 à Washington, est enregistré ; le brevet est déposé à Londres le même jour et le 11 janvier à Paris. Le Prince réalise plusieurs films dont Une scène au jardin de Roundhay, mais ne parvient pas à élaborer un projecteur de qualité acceptable[51]. Son dispositif est considéré comme précurseur du cinématographe.
- 6 février : dans son discours de politique extérieure au Reichstag, le chancelier Bismarck fait allusion à une guerre sur deux fronts (France et Russie)[52]. Ce discours clôt provisoirement le débat sur une guerre préventive[53]. Le 11 février[54], le Reichstag adopte à l’unanimité son projet de « septennat militaire » (crédits militaires accordés pour sept ans) qui porte à 700 000 le nombre des soldats mobilisables.
- 12 février : le Dr William Wynn Westcott et Samuel Liddell MacGregor Mathers fondent à Londres la Fraternity of the Esoteric Order of the Golden Dawn, connue plus tard sous le nom de Hermetic Order of the Golden Dawn[55]. Sous l'impulsion de Mathers, se développa au sein de l'ordre un « cercle intérieur » rosicrucien, dont les membres pratiquaient la théurgie, et qui eut une influence considérable sur la pensée rosicrucienne moderne.
- 27 février : à la suite de l’échec des négociations pour le renouvellement des relations commerciales entre la France et l’Italie, le Parlement français vote des surtaxes spéciales applicables à l’entrée des produits italiens. Le 29 février, le gouvernement italien répond par un décret qui surtaxe lourdement les importations française. Une guerre des tarifs s’ensuit (fin le 1er janvier 1890)[56].
- 6 mars[57] : victoire des partis confessionnels aux élections aux Pays-Bas (Coalition des antirévolutionnaires et des catholiques). Æneas Mackay devient président du Conseil des ministres le 20 avril[58].

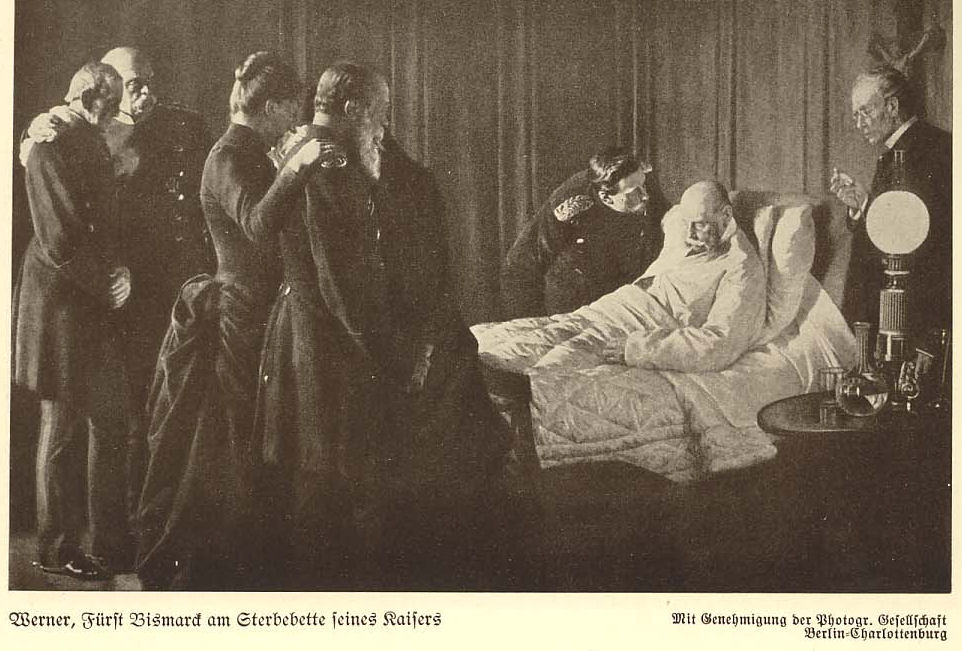
9 mars : mort de Guillaume Ier d’Allemagne

- 9 mars : « Année des trois empereurs » ; mort de Guillaume Ier d’Allemagne, Frédéric III d'Allemagne, son fils lui succède. Époux de la princesse Victoria du Royaume-Uni, il a toujours professé des opinions libérales. Souffrant d'un cancer, son règne est aussi son agonie[53]. Son fils lui succède sous le nom de Guillaume II. C'est la fin des espérances pour les libéraux et démocrates allemands.
- 30 mars : loi sur l’assurance maladie en Autriche[59].
- 9 avril : entrée de la jeune Thérèse Martin au Carmel de Lisieux.
- 20 avril : le gouvernement espagnol de Sagasta institue le principe du jury[60]. Cette mesure s’inscrit dans la politique libérale d’affirmation des garanties individuelles et de modernisation de l’État : la province devient une entité uniquement administrative ; création d’une cour suprême (juillet 1888)[61].
- 5 mai : le dirigeant pangermaniste autrichien Georg Schönerer est condamné à quatre mois de prison et écarté de la vie politique[62]. Il prônait l’usage systématique de la violence, l’action directe, les démonstrations de masse dans la rue pour aboutir à la réunion de tous les Allemands dans un seul État et écraser la démocratie libérale.
- Mai : Joséphin Peladan et Stanislas de Guaita fondent l’ordre kabbalistique de la Rose-Croix[63], dont fait aussitôt partie Papus. Parmi les membres on relèvera des noms passés plus tard à la postérité comme Erik Satie et Claude Debussy.

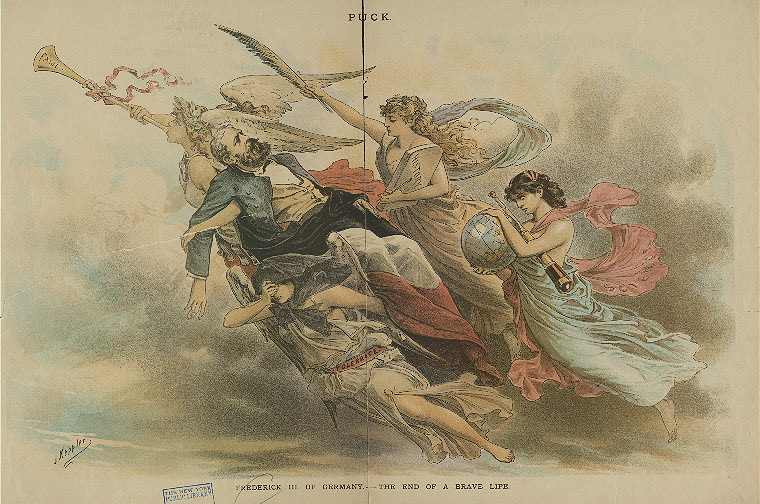
Année des trois empereurs en Allemagne : mort de Frédéric III d'Allemagne le 15 juin

- 15 juin : mort de Frédéric III d'Allemagne, son fils Guillaume II lui succède[53]. Considérant l’Allemagne unifiée, il entend donner au peuple Allemand une « mission historique » et élargir son horizon au-delà de l’Europe. Il accorde son appui aux partisans d’une guerre préventive contre la Russie et soutient les ambitions balkaniques de l’Autriche-Hongrie.
- 25 juin : incendie de Sundsvall en Suède[64].
- 12-15 août : création à Barcelone de l’union générale des travailleurs (UGT, Union General de los Trabajadores de España), syndicat socialiste[65]. Avec la reconnaissance du droit d’association (1887), le mouvement ouvrier sort de la clandestinité.
- 13 août, Royaume-Uni : les Communes adoptent le Local Government Act[66], qui instaure des conseils locaux dans les villes et les comtés de plus de 50 000 habitants et un Conseil du Comté de Londres.

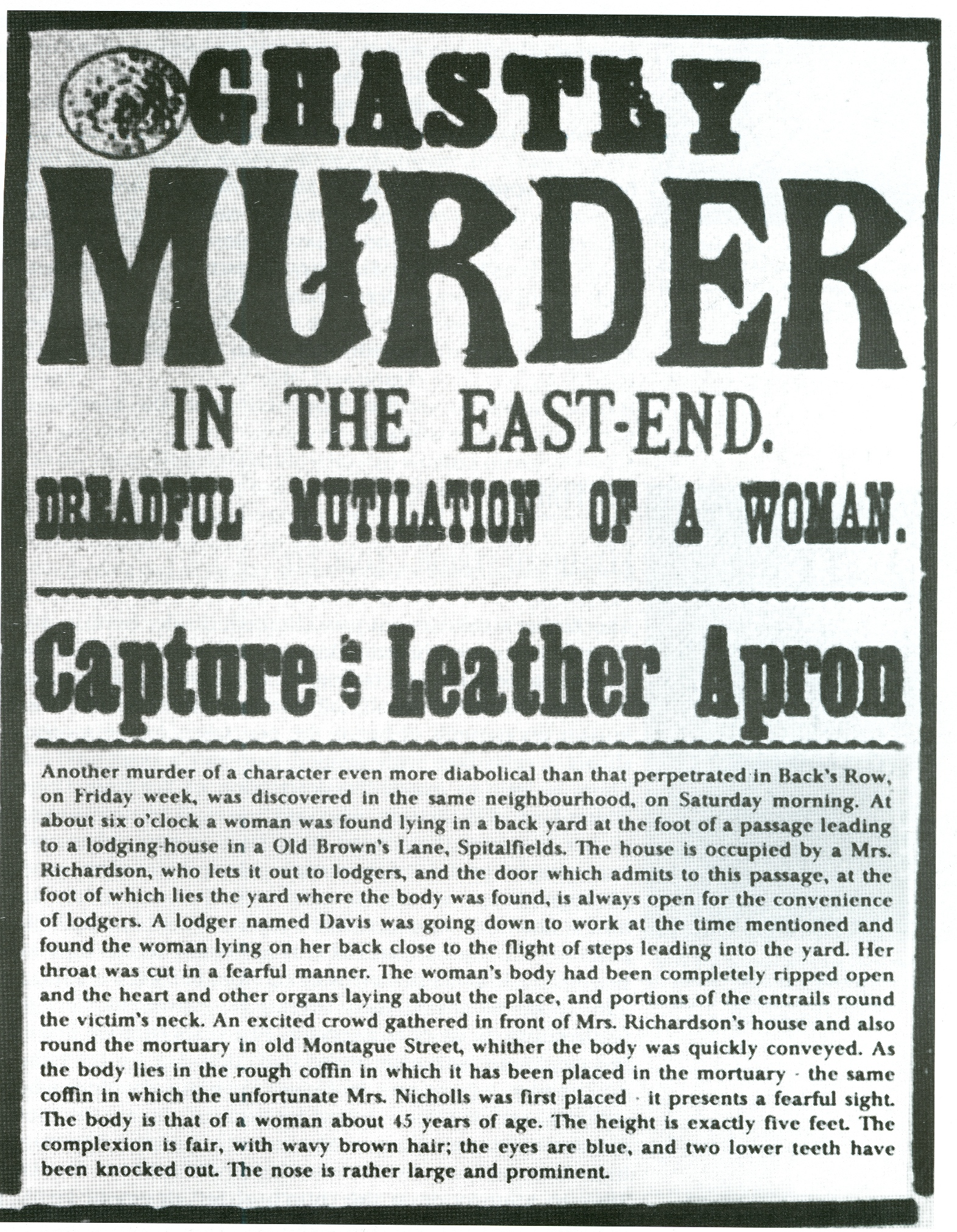
Affiche de la police de Londres pour la capture du meurtrier de Whitechapel, dit tablier de cuir, après l’assassinat d’Annie Chapman, en septembre.

- 31 août - 9 novembre : assassinats de cinq prostituées par Jack l’Éventreur dans  Whitechapel, quartier populaire de Londres[67].
- Septembre[68], Autriche-Hongrie : Karl Lueger transforme le cercle catholique en parti de masse (antisémite), le Vereinigte Christen (Chrétiens Unis) qui devient en 1891 le Parti chrétien-social[69].
- 11 octobre : le roi d’Italie reçoit à Rome l’empereur d’Allemagne Guillaume II[70].
- 15 octobre : Brême et Hambourg entrent dans l’Union douanière allemande, ce qui achève le processus de suppression des douanes à l’intérieur de l’empire[71].
- 21 octobre : naissance du Parti socialiste suisse[72].
- Novembre : Présentation par le prince de Galles de la jeune Marie Vetsera au Kronprinz Rodolphe d'Autriche
- 7 décembre : John Boyd Dunlop dépose le brevet du pneu à air avec valve. Son pneumatique a un succès immédiat dans le monde du vélo, les grands champions de l’époque l’utilisent avec succès.
- 30 décembre-1er janvier 1889 : congrès de Hainfeld. Victor Adler réunifie le mouvement ouvrier autrichien[73].
- Le Hongrois Kálmán Tisza présente une réforme de l’armée qui déchaîne l’agitation nationaliste au parlement et dans la rue[74].

## Naissances en 1888
- 1er janvier : Vladimir Baranov-Rossiné, peintre ukrainien († 1944).
- 4 janvier : Leo D. Maloney, acteur de cinéma muet américain (†  2 novembre 1929).
- 6 janvier :
  - Jane Anderson, propagandiste américaine pour le Troisième Reich († 5 mai 1972).
  - Vahram Papazian, acteur ottoman puis soviétique († 5 juin 1968).
- 7 janvier : Léon Leyritz, peintre, sculpteur et décorateur français († 26 mars 1976).
- 8 janvier :
- Matt Moore, acteur américain († 21 janvier 1960).
- Heinrich Witte, acteur allemand († 10 septembre 1933).
- 10 janvier : Alfred Birlem, footballeur et arbitre allemand de football († 13 avril 1956).
- 11 janvier : Jay Belasco, acteur américain († 1er mai 1949).
- 12 janvier : Claude Delvincourt, pianiste et compositeur français († 5 avril 1954).
- 13 janvier : Ferdiš Duša, peintre, graveur sur bois et céramiste austro-hongrois puis tchécoslovaque († 1er décembre 1958).
- 22 janvier :
  - Basil Brown, astronome et archéologue autodidacte britannique († 12 mars 1977).
  - Rodolfo Gaona, matador mexicain († 20 mai 1975).
- 23 janvier : Axel Persson, coureur cycliste suédois († 2 septembre 1955).
- 24 janvier :
  - Ernst Heinkel, constructeur d'avions allemand († 30 janvier 1958).
  - Gueorgui Oppokov, homme politique russe puis soviétique († 30 décembre 1938).
- 25 janvier : Georges Joubin, peintre et dessinateur français († 8 février 1983).
- 27 janvier :
  - Oscar de Prusse, fils du Kaiser, prince de Prusse
  - Paul-Élie Gernez, peintre, aquarelliste, graveur et illustrateur français († 6 septembre 1948).
  - George Relph, acteur anglais († 24 avril 1960).
- 28 janvier : Louis Mordell, mathématicien américano-britannique († 12 mars 1972).
- 29 janvier : Tulio Tascón, avocat, homme politique, historien, écrivain et académique colombien († 1954).
- 2 février : John Foster Dulles, diplomate américain, secrétaire d'État du président républicain Dwight D. Eisenhower († 24 mai 1959).
- 4 février : Yvonne Thivet, peintre française († 5 février 1972).
- 5 février : Henri Pontoy, peintre français († 12 janvier 1968).
- 6 février :
- Lucile Gleason, actrice américaine († 18 mai 1947).
- Kazimierz Zieleniewski, peintre et aquarelliste polonais († 14 avril 1931).
- 8 février :
- Edith Evans, actrice britannique († 14 octobre 1976).
- Giuseppe Ungaretti, poète italien († 2 juin 1970).
- Matthijs Vermeulen, compositeur et critique musical néerlandais († 26 juillet 1967).
- 10 février :
  - Harry Beaumont, acteur, producteur, réalisateur et scénariste américain († 22 décembre 1966).
  - Valentin Držkovic, peintre impressionniste austro-hongrois puis tchécoslovaque († 27 octobre 1969).
  - 14 février : Larry Steers, acteur américain († 15 février 1951).
- 19 février :
  - John G. Adolfi, réalisateur américain († 11 mai 1933).
  - Aurora Quezon, féministe et philanthrope, épouse du président philippin († 28 avril 1949).
- 20 février :
  - Vasyl Barvinsky, compositeur, pianiste, chef d'orchestre, professeur et musicologue ukrainien († 9 juin 1963).
  - Georges Bernanos, écrivain et dramaturge français († 5 juillet 1948).
  - Anthony Thieme, peintre et graveur néerlandais naturalisé américain († 6 décembre 1954).
- 26 février : Maurice Schilles, coureur cycliste français († 24 décembre 1957).
- 28 février : Eugène Bigot, chef d'orchestre et compositeur français († 17 juillet 1965).
- 29 février : Domenico Tardini, cardinal italien, secrétaire d'État du Vatican († 30 juillet 1961).
- 1er mars : Jackie Clark, coureur cycliste Australien naturalisé américain († 22 décembre 1958).
- 3 mars : Olaf Hytten, acteur britannique († 11 mars 1955).
- 4 mars :
- Marcel Berthet, coureur cycliste français († 7 avril 1953).
- Rafaela Ottiano, actrice américaine d'origine italienne († 18 août 1942).
- 6 mars : Kathleen Quigly, vitrailliste, illustratrice et peintre irlandaise († 15 août 1981).
- 9 mars :
  - Adele Juda, psychiatre et neurologue autrichienne († 31 octobre 1949)
  - Ryūzaburō Umehara, peintre japonais du style yō-ga († 16 janvier 1986).
- 10 mars :
  - Baldwin Cooke, acteur américain († 31 décembre 1953).
  - Barry Fitzgerald, acteur irlandais († 14 janvier 1961).
  - Léon Volterra, producteur et directeur de théâtre français († 5 juin 1949).
- 12 mars :
  - Jean Dufy, peintre français († 12 mai 1964).
  - Harry C. Ingles, militaire américain († 15 août 1976).
- 13 mars : Paul Morand, écrivain français († 23 juillet 1976).
- 14 mars : Arthur Hambling, acteur britannique († 6 décembre 1952).
- 19 mars :
  - Karl Aegerter, peintre, dessinateur, graveur, muraliste, illustrateur et sculpteur suisse († 12 mai 1969).
  - José Sabogal, peintre, professeur et essayiste péruvien († 15 décembre 1956).
- 22 mars : Joseph Samson, compositeur, maître de chapelle et écrivain français († 9 juillet 1957).
- 24 mars : Jameson Thomas, acteur britannique († 10 janvier 1939).
- 28 mars : William Steele, acteur américain († 13 février 1966).
- 30 mars :
- Mathieu Buntincx, homme politique belge († 5 novembre 1963).
- Anna Q. Nilsson, actrice suédoise († 11 février 1974).
- 1er avril : Jean Alavoine, coureur cycliste français († 18 juillet 1943).
- 5 avril : Élie Lascaux, peintre naïf français († 28 octobre 1968).
- 11 avril : Donald Calthrop, acteur britannique († 15 juillet 1940).
- 15 avril : Florence Bates, actrice américaine († 31 janvier 1954).
- 16 avril : Christy Cabanne, réalisateur, acteur, scénariste et producteur américain († 15 octobre 1950).
- 19 avril : Al Ferguson, acteur irlando-américain († 4 décembre 1971).
- 22 avril : Lala Sukuna, homme politique fidjien († 30 mai 1958).
- 24 avril : Marcel Chotin, peintre et dessinateur français († 20 décembre 1969).
- 27 avril : Florence LaBadie, actrice de cinéma muette américaine († 13 octobre 1917).
- 28 avril : Émile Beaume, peintre français († 1er février 1967).
- 3 mai : Tivadar Homonnay, homme politique hongrois († 30 juin 1964).
- 5 mai : Alice Howell, actrice américaine († 12 avril 1961).
- 7 mai : Selmer Jackson, acteur américain († 30 mars 1971).
- 8 mai :
  - Arthur William Loth, savant et footballeur français († 3 avril 1957).
  - Lauri Malmberg, militaire finlandais († 14 mars 1948).
- 9 mai : Francesco Baracca, as de l'aviation italien de la Première Guerre mondiale († 19 juin 1918).
- 10 mai : Aristiliano Ramos, homme politique brésilien († 17 juillet 1976).
- 12 mai :
  - Jean Julien, peintre français († 5 septembre 1974).
  - Charlotte Wankel, peintre norvégienne († 2 août 1969).
- 13 mai : Jean Murat, acteur français († 4 janvier 1968).
- 14 mai : Miles Mander, acteur, réalisateur, scénariste, producteur, écrivain et dramaturge anglais († 8 février 1946).
- 15 mai : Józef Ryszkiewicz (fils), peintre polonais († 1942).
- 17 mai :
- Jean Angelo, acteur français d'origine américaine († 26 novembre 1933).
- Annie Rosar, actrice autrichienne († 5 août 1963).
- Sōtarō Yasui, peintre japonais († 14 décembre 1955).
- 18 mai : Jean-René Carrière, peintre et sculpteur français († 15 juin 1982).
- 19 mai : Clay Clement, acteur américain († 20 octobre 1956).
- 21 mai : Ignacio Piñeiro, musicien cubain († 12 mai 1969).
- 23 mai : William R. Dunn, acteur américain († 24 mars 1946).
- 25 mai :
  - Anatoli Alexandrov, pianiste et compositeur russe puis soviétique († 16 avril 1982).
  - Valerian Kouïbychev, homme politique russe puis soviétique († 25 janvier 1935).
  - Miles Malleson, acteur et scénariste britannique († 15 mars 1969).
- 27 mai : Louis Durey, compositeur français († 3 juillet 1979).
- 31 mai : Jack Holt, acteur américain († 18 janvier 1951).
- 3 juin : André Louis Pierre Rigal, peintre et sculpteur français († 26 décembre 1953).
- 4 juin : Victor Moriamé, poète français († 13 juillet 1961).
- 6 juin : Otto Grün, mathématicien allemand († octobre 1974).
- 9 juin :
  - Åke Gartz, homme politique et homme d'affaires finlandais († 29 novembre 1974).
  - Florimond Météreau, peintre et sculpteur français († 19 mai 1978).
- 10 juin : Lilla Minnie Perry, peintre de paysages irlandaise († 30 août 1974).
- 11 juin :
  - Arthur Grimble, fonctionnaire colonial et écrivain britannique († 13 décembre 1956).
  - Bartolomeo Vanzetti, militant anarchiste italiano-américain († 23 août 1927).
- 12 juin : Kiichi Okamoto, peintre et illustrateur japonais († 29 décembre 1930).
- 13 juin : Fernando Pessoa, écrivain portugais († 30 novembre 1935).
- 15 juin : Lucien Haffen, peintre français († 16 octobre 1968).
- 16 juin :
  - William B. Davidson, acteur américain († 28 septembre 1947).
  - Margaret Lindsay Williams, peintre et portraitiste galloise († 4 juin 1960).
- 17 juin : Bernhard van den Sigtenhorst Meyer, compositeur et musicologue néerlandais († 17 juillet 1953).
- 18 juin : Robert D. Walker, acteur américain († 4 mars 1954).
- 21 juin : Lucien Cahen-Michel, peintre français († 3 juillet 1979).
- 22 juin : Selman Waksman, microbiologiste américain, découvreur de la streptomycine († 16 août 1973).
- 23 juin :
- Louis Garin, peintre et illustrateur français († 13 octobre 1959).
- Lee Moran, cinéaste américain († 24 juin 1961).
- 24 juin : Georges Darmois, mathématicien français († 5 janvier 1960).
- 29 juin : Alexandre Friedmann, physicien et mathématicien russe († 16 septembre 1925).
- 30 juin : Gustave Miklos, sculpteur, peintre, précurseur du design, illustrateur et décorateur français d'origine hongroise († 5 mars 1967).
- 1er juillet : Alberto Magnelli, peintre italien († 20 avril 1971).
- 3 juillet : Kagaku Murakami, peintre et illustrateur japonais († 11 novembre 1939).
- 4 juillet : Henry Armetta, acteur italo-américain († 21 octobre 1945).
- 5 juillet :
  - Jacques de La Presle, compositeur et professeur français († 6 mai 1969).
  - Suzanne Meunier, peintre, dessinatrice et graveuse française († 5 mai 1979).
- 9 juillet : Arthur Prévost, compositeur, chef d'orchestre, clarinettiste et professeur de musique belge († 10 juin 1967).
- 10 juillet : Giorgio de Chirico, peintre italien († 20 novembre 1978).
- 11 juillet : Yvonne Préveraud, peintre, graveuse et illustratrice française († 6 mars 1982).
- 14 juillet :
- Jacques de Lacretelle, écrivain français († 2 janvier 1985).
- Luther Reed, cinéaste américain († 20 mars 1963).
- 16 juillet : Percy Kilbride, acteur américain († 11 décembre 1964).
- 20 juillet : Juan Carulla, médecin, journaliste, essayiste et homme politique argentin († 20 novembre 1968).
- 21 juillet : Carlos Duarte Costa, évêque brésilien excommunié († 26 mars 1961).
- 23 juillet : James Donlan, acteur américain († 7 juin 1938).
- 24 juillet : Grace Hayle, actrice américaine († 20 mars 1963).
- 27 juillet : Jean Hébert-Stevens, peintre et maître-verrier français († 7 mars 1943).
- 28 juillet :
  - Alfred Latour, peintre, graveur, affichiste et graphiste français († 4 mars 1964).
  - Cristòfor Taltabull, compositeur et pédagogue espagnol († 1er mai 1964).
  - 29 juillet : George Chesebro, acteur américain († 28 mai 1959).
- 30 juillet : Soetomo, médecin et homme politique indonésien († 30 mai 1938).
- 1er août : Marx Dormoy, homme politique français († 26 juillet 1941).
- 3 août : Allen Holubar, cinéaste muet américain († 20 novembre 1923).
- 4 août : Rudolf Frentz, peintre russe puis soviétique († 27 décembre 1956).
- 5 août : Victor Francen, acteur belge († 18 novembre 1977).
- 9 août :
- Fred C. Newmeyer, cinéaste américain († 24 avril 1967).
- André Perchicot, coureur cycliste puis chanteur français († 3 mai 1950).
- 12 août : Arnó Stern, peintre polonais († 23 août 1949).
- 14 août :
  - Rosa Ramalho, poétesse portugaise († décembre 1977).
  - Robert Woolsey, acteur américain († 31 octobre 1938).
  - 15 août : Maude George, actrice et scénariste américaine († 10 octobre 1963).
- 16 août :
  - Serge Charchoune, peintre et poète d'origine russe († 24 novembre 1975).
  - Thomas Edward Lawrence, dit « Lawrence d’Arabie » († 19 mai 1935).
  - 17 août : Monty Woolley, acteur américain († 6 mai 1963).
- 29 août : Robert de Wavrin, explorateur belge de l'Amérique du Sud († 29 juin 1971).
- 30 août :
  - Ramón Acín Aquilué, peintre, sculpteur et écrivain espagnol († 6 août 1936).
  - José Pelletier, coureur cycliste français († 14 février 1970).
  - Eduardo Ciannelli, acteur et chanteur italien († 8 octobre 1969).
- 31 août : Thomas William Lemuel Prowse, homme politique canadien († 2 novembre 1973).
- 4 septembre : Henri Borde, peintre et sculpteur français († 10 avril 1958).
- 6 septembre :
- Edward Hearn, acteur américain († 15 avril 1963).
- Otto Nückel, peintre, graphiste, illustrateur et caricaturiste allemand († 12 novembre 1955).
- 10 septembre :
- Ian Fleming, acteur australien († 1er janvier 1969).
- Louise Glaum, actrice américaine († 25 novembre 1970).
- 12 septembre : Maurice Chevalier, acteur et chanteur française († 1er janvier 1972).
- 13 septembre : Emmanuel Quiring, homme politique russe puis soviétique († 25 novembre ou 27 novembre 1937).
- 16 septembre :
  - Marie-Anne Asselin, mezzo-soprano canadienne († 9 mars 1972).
  - Almira Sessions, actrice américaine († 3 août 1974).
  - Frans Eemil Sillanpää, écrivain finlandais († 3 juin 1964).
- 17 septembre : Jean Lambert-Rucki, peintre et sculpteur d'origine polonaise, naturalisé français († 1967).
- 19 septembre :
- Porter Hall, acteur américain († 6 octobre 1953).
- Gerhard von Haniel, peintre allemand († 22 février 1955).
- 21 septembre :
- Lucien Baroux, acteur français († 21 mai 1968).
- Martin Benka, peintre, illustrateur et graveur austro-hongrois puis tchécoslovaque († 28 juin 1971).
- 22 septembre : Geneviève Gallois, moniale et peintre française († 19 octobre 1962).
- 23 septembre : Raffaele de Courten, amiral italien († 23 août 1978).
- 25 septembre : Stefan Mazurkiewicz, mathématicien polonais († 19 juin 1945).
- 26 septembre :
  - Lioubov Hakkebush, actrice de théâtre soviétique († 28 mai 1947).
  - Thomas Stearns Eliot, écrivain britannique († 4 janvier 1965).
- 27 septembre : Luc Hueber, peintre français († 24 avril 1974).
- 3 octobre :
  - Claud Allister, acteur britannique († 26 juillet 1970).
  - Wade Boteler, acteur américain († 7 mai 1943).
  - Eirik Labonne, diplomate français († 12 novembre 1971).
- 4 octobre : Jimmie Adams, acteur, réalisateur et scénariste américain († 19 décembre 1933).
- 5 octobre : Mary Fuller, actrice américaine († 9 décembre 1973).
- 6 octobre :
  - Max Butting, compositeur allemand († 13 juillet 1976).
  - Roland Garros, pionnier de l'aviation français († 5 octobre 1918).
  - Jean Texcier, peintre, illustrateur et journaliste français († 22 mars 1957).
- 7 octobre : Yves Marevéry, dessinateur français († 11 octobre 1914).
- 8 octobre :
  - Jean Devalde, acteur belge († 12 juillet 1982).
  - Clifford Heatherley, acteur britannique († 15 septembre 1937).
- 9 octobre :
  - Nikolaï Boukharine, intellectuel, révolutionnaire et homme politique russe puis soviétique († 13 mars 1938).
  - Irving Cummings, cinéaste américain († 18 avril 1959).
  - Hank Patterson, acteur américain († 23 août 1975).
  - Julie Reisserová, poète, chef d'orchestre, compositrice et critique musicale tchèque († 25 février 1938).
- 12 octobre : Maurice Schwaab, compositeur, pianiste et organiste français († 1953).
- 13 octobre : Gérard Cochet, peintre et graveur français († 8 janvier 1969).
- 14 octobre :
  - Constance Eirich, géologue américaine († 3 mars 1973).
  - Katherine Mansfield, écrivaine et poète britannique d'origine néo-zélandaise († 9 janvier 1923).
- 15 octobre :
- Paul Hurst, acteur américain († 27 février 1953).
- Simon Mondzain, peintre français d'origine polonaise († 26 décembre 1979).
- 18 octobre : Arnold Brügger, peintre suisse († 2 avril 1975).
- 19 octobre : Walter McGrail, acteur américain († 19 mars 1970).
- 25 octobre :
  - Lester Cuneo, acteur et producteur de cinéma américain († 1er novembre 1925).
  - Nils von Dardel, peintre suédois († 25 mai 1943).
- 26 octobre : Nestor Makhno, anarchiste ukrainien († 25 juillet 1934).
- 29 octobre : Louis Mazetier, peintre, cartonnier et maître verrier français († 20 mars 1952).
- 3 novembre : Evelyn Greeley, actrice américaine († 25 mars 1975).
- 5 novembre : Carlo Oriani, coureur cycliste italien († 3 décembre 1917).
- 7 novembre :
  - Reginald McNamara, coureur cycliste sur piste australien († 10 octobre 1971).
  - Chandrashekhara Venkata Râman, physicien indien († 21 novembre 1970).
- 11 novembre :
- Giovanni Grasso, acteur italien(† 30 avril 1963).
- Johannes Itten, peintre suisse († 25 mars 1967).
- 12 novembre : Louis Icart, peintre, graveur et illustrateur français († 29 décembre 1950).
- 15 novembre :
  - James W. Morrison, acteur américain († 15 novembre 1974).
  - Carlos Valenti, peintre français († 30 octobre 1912).
- 16 novembre :
  - Henri Bosco, écrivain français († 4 mai 1976).
  - Burnet Tuthill, compositeur et chef d'orchestre américain († 18 janvier 1982).
- 17 novembre : Curt Goetz, écrivain et acteur germano-suisse († 12 septembre 1960).
- 18 novembre : Frances Marion, cinéaste américaine († 12 mai 1973).
- 19 novembre : Jose Raul Capablanca, joueur d'échecs cubain († 8 mars 1942).
- 21 novembre : Ivan Linow, acteur et catcheur américain d'origine lettone († 21 novembre 1940).
- 23 novembre : Harpo Marx, acteur américain († 28 septembre 1964)
- 24 novembre :
- Nana Bryant, actrice américaine († 24 décembre 1955).
- Cathleen Nesbitt, actrice britannique († 2 août 1982).
- Jean Nussbaum, médecin franco-suisse († 29 novembre 1967).
- 28 novembre : Bobby Watson, acteur américain († 22 mai 1965).
- 2 décembre : Daniel Burnand, peintre et illustrateur suisse († 8 décembre 1918).
- 4 décembre : Colin Kenny, acteur irlandais († 2 décembre 1968).
- 6 décembre :
  - Árpád Szakasits, homme d'État hongrois († 3 mai 1965).
  - Will Hay, acteur, scénariste et réalisateur britannique († 18 avril 1949).
- 7 décembre : Albert Florath, acteur allemand († 11 mars 1957).
- 8 décembre : Paul Cavanagh, acteur anglais († 15 mars 1964).
- 10 décembre :
  - Julien Pouchois, coureur cycliste français († 6 juin 1955).
  - Ellis Wallin : peintre suédois († 1972).
- 15 décembre : Marcel Dupuy, coureur cycliste français († 19 mai 1960).
- 18 décembre : Gladys Cooper, actrice anglaise († 17 novembre 1971).
- 20 décembre : Jean Bouin, athlète français († 29 septembre 1914).
- 22 décembre : Lucien Hubbard, cinéaste américain († 31 décembre 1971).
- 23 décembre :
  - Louis Antoine, mathématicien français († 8 février 1971).
- 25 décembre : Jack Rube Clifford, acteur américain († 14 octobre 1974).
- 26 décembre : Abel Gerbaud, peintre français († 9 juin 1954).
- 27 décembre : Giulio Cavina, syndicaliste et homme politique italien († 28 février 1951).
- 28 décembre :
  - Maurice Alexandre Berthon, peintre français († 20 septembre 1914).
  - Friedrich Murnau, réalisateur allemand († 11 mars 1931).
- 29 décembre : Josef Beran cardinal austro-hongrois puis tchécoslovaque († 17 mai 1969).
- 31 décembre : Andrzej Pronaszko, peintre, scénographe et pédagogue polonais († 15 janvier 1961).
- Date précise inconnue :
  - Nina Alexandrowicz, peintre, aquarelliste et sculptrice française († 7 avril 1945).
  - Charles Bisson, peintre, aquarelliste et graveur français († après 1929).
  - Taamrat Emmanuel, homme politique éthiopien († 1963).
  - David Laksine, peintre et sculpteur russe († 2 février 1911).
  - Salluste Lavery, homme politique canadien († 1967).
  - Fania Lewando, écrivaine culinaire russe puis soviétique († 1941).
  - Thomas Mouléro Djogbenou, prêtre catholique béninois († 3 août 1975).
  - Paul Panda Farnana, homme politique congolais († 12 mai 1930).
  - Mohammad Charif Pacha, homme politique égyptien († 28 décembre 1948).
  - Ugo Piatti, peintre italien († 1953).
  - Mohammed Saleh Zaki, peintre irakien († 1974).
- Vers 1888 :
- John Trotter, homme d'affaires australien devenu homme politique aux Fidji († 28 juillet 1954).